# Japansk avenbok
Japansk avenbok (Carpinus japonica) är en björkväxtart som beskrevs av Carl Ludwig von Blume. Carpinus japonica ingår i släktet avenbokar, och familjen björkväxter. Inga underarter finns listade.
Arten förekommer i Japan på öarna Honshu, Shikoku och Kyushu. Carpinus japonica är utformad som ett träd eller en buske. Den undviker skugga och hittas därför ofta på sluttningarnas övre delar eller på bergstoppar.
För beståndet är inga hot kända. Carpinus japonica är allmänt sällsynt. IUCN listar arten med kunskapsbrist (DD).

## Bildgalleri

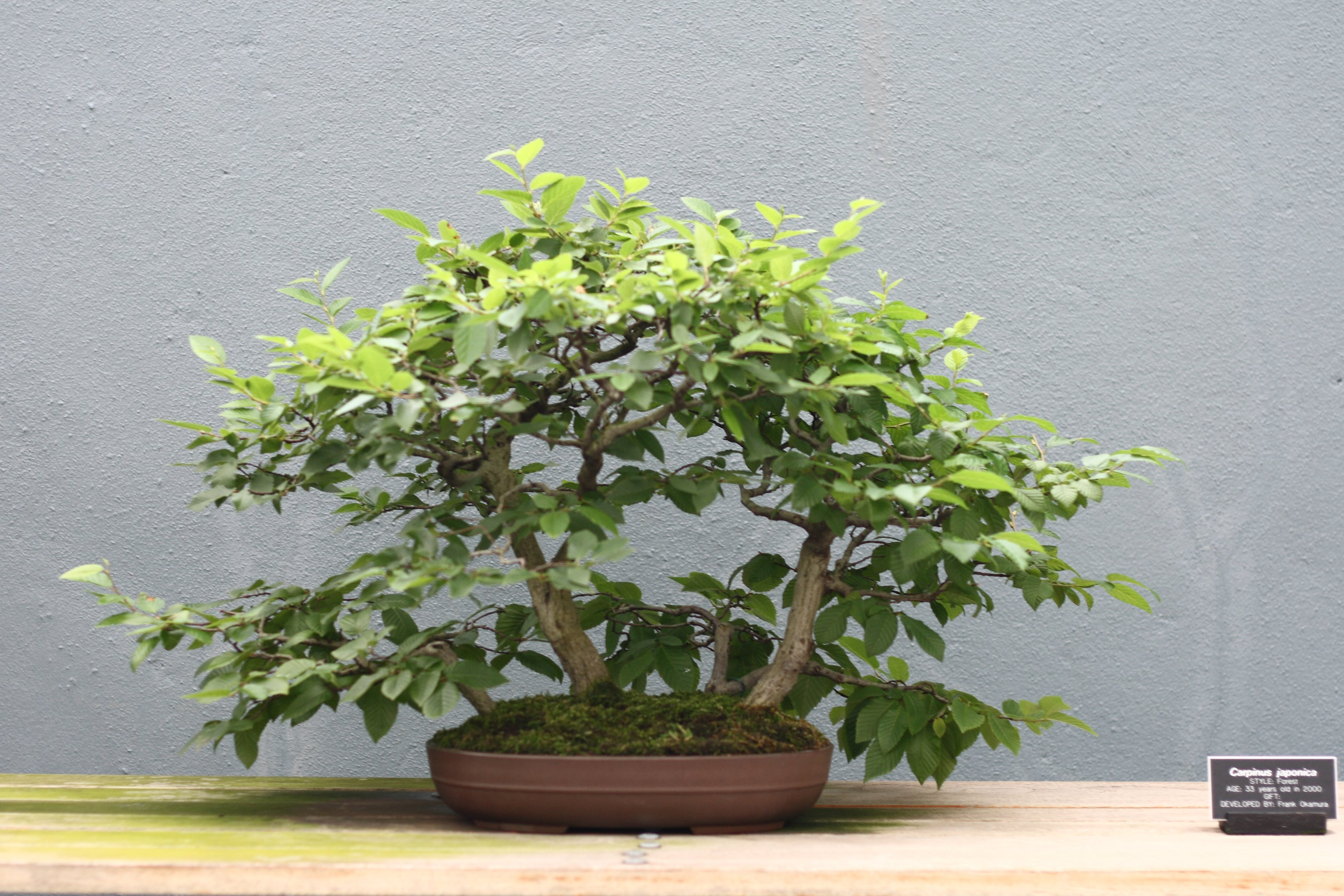
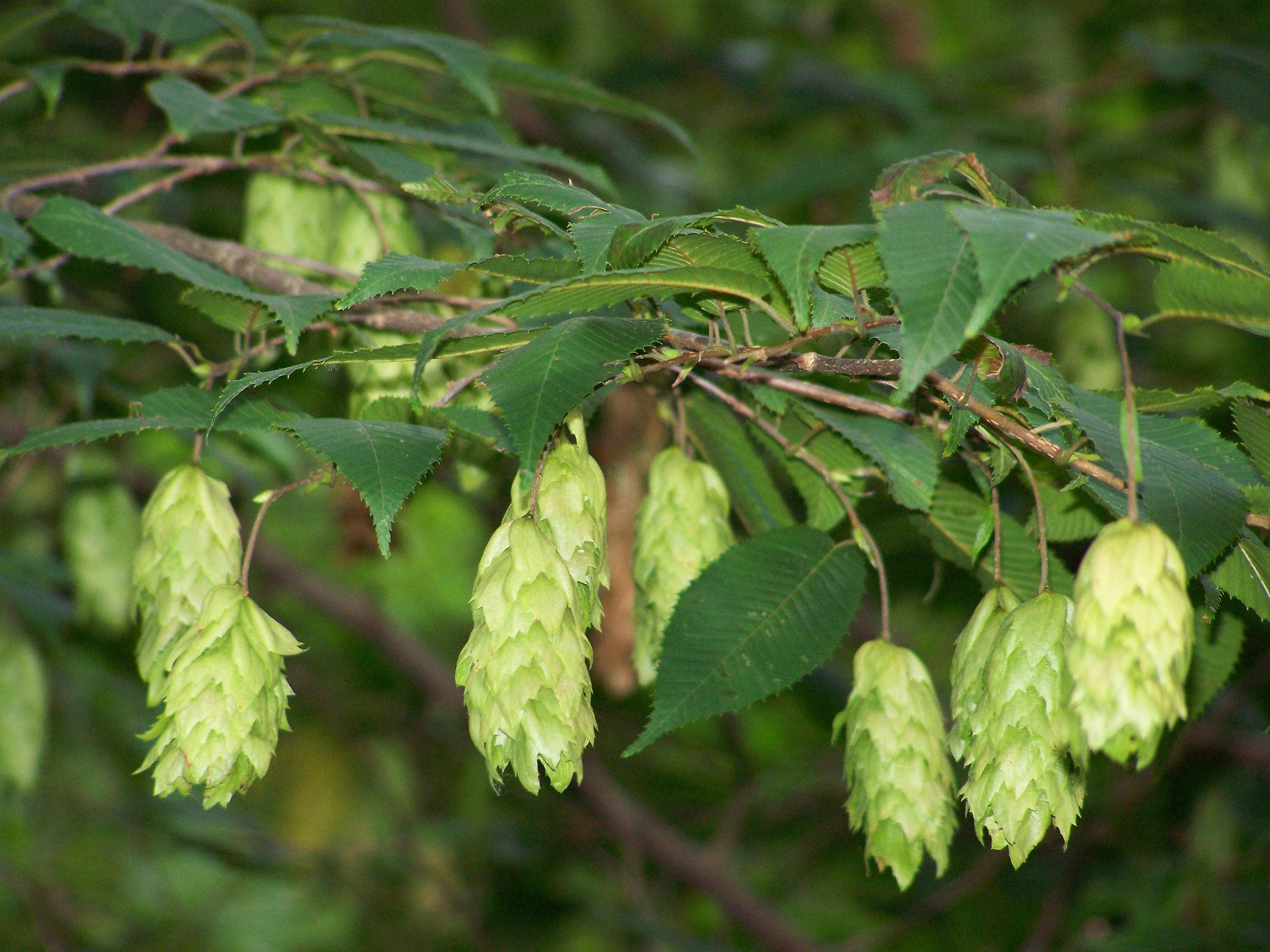
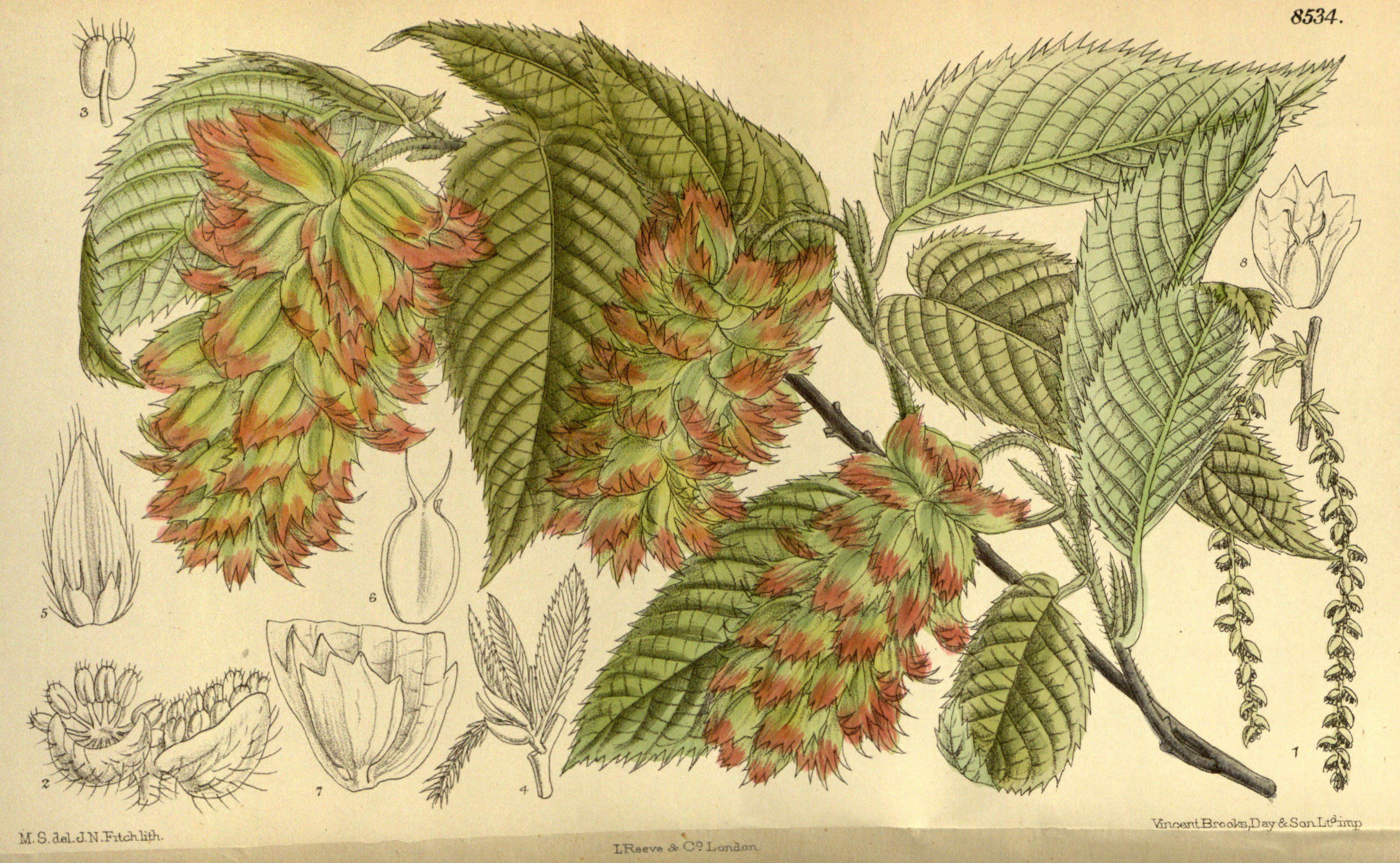
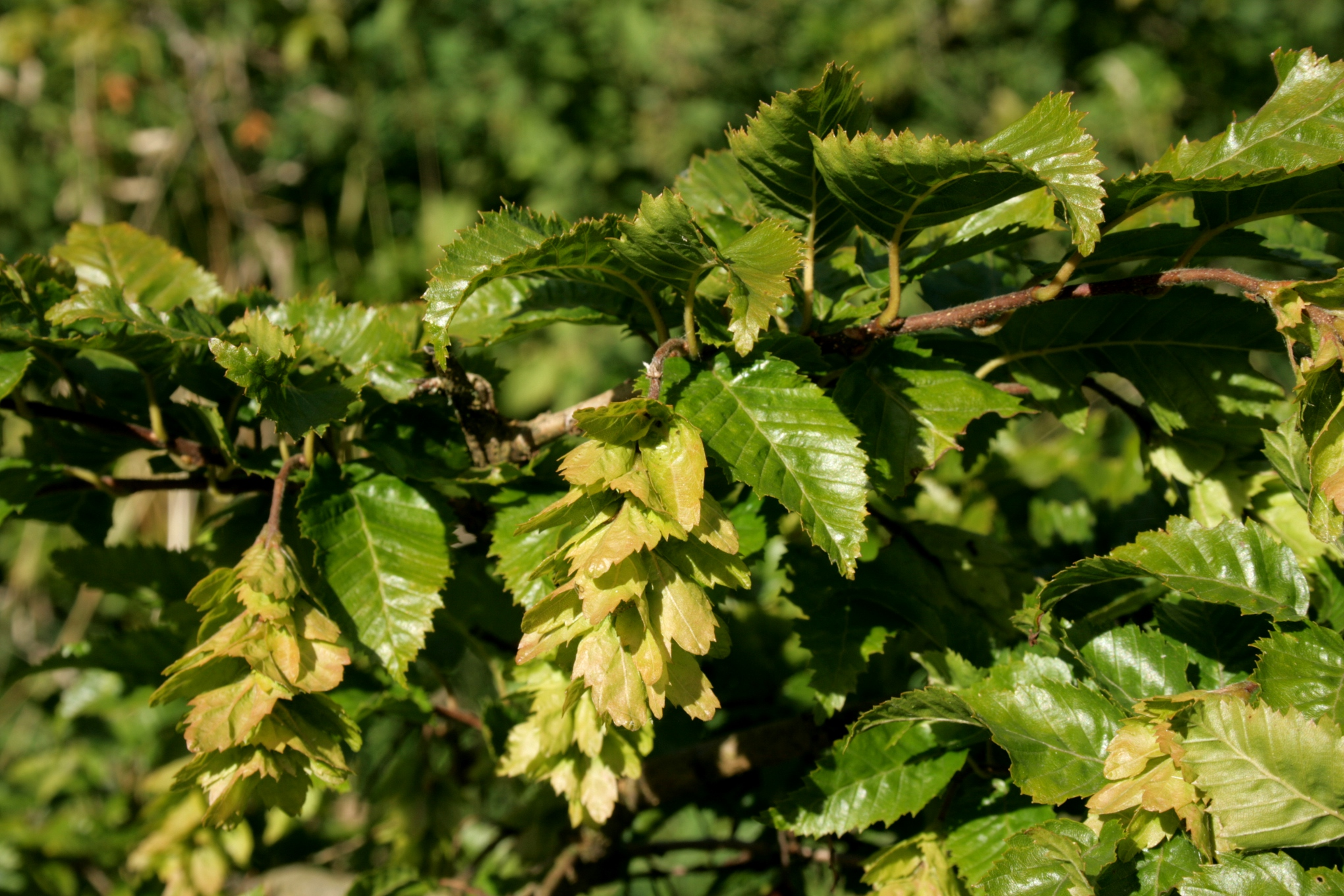
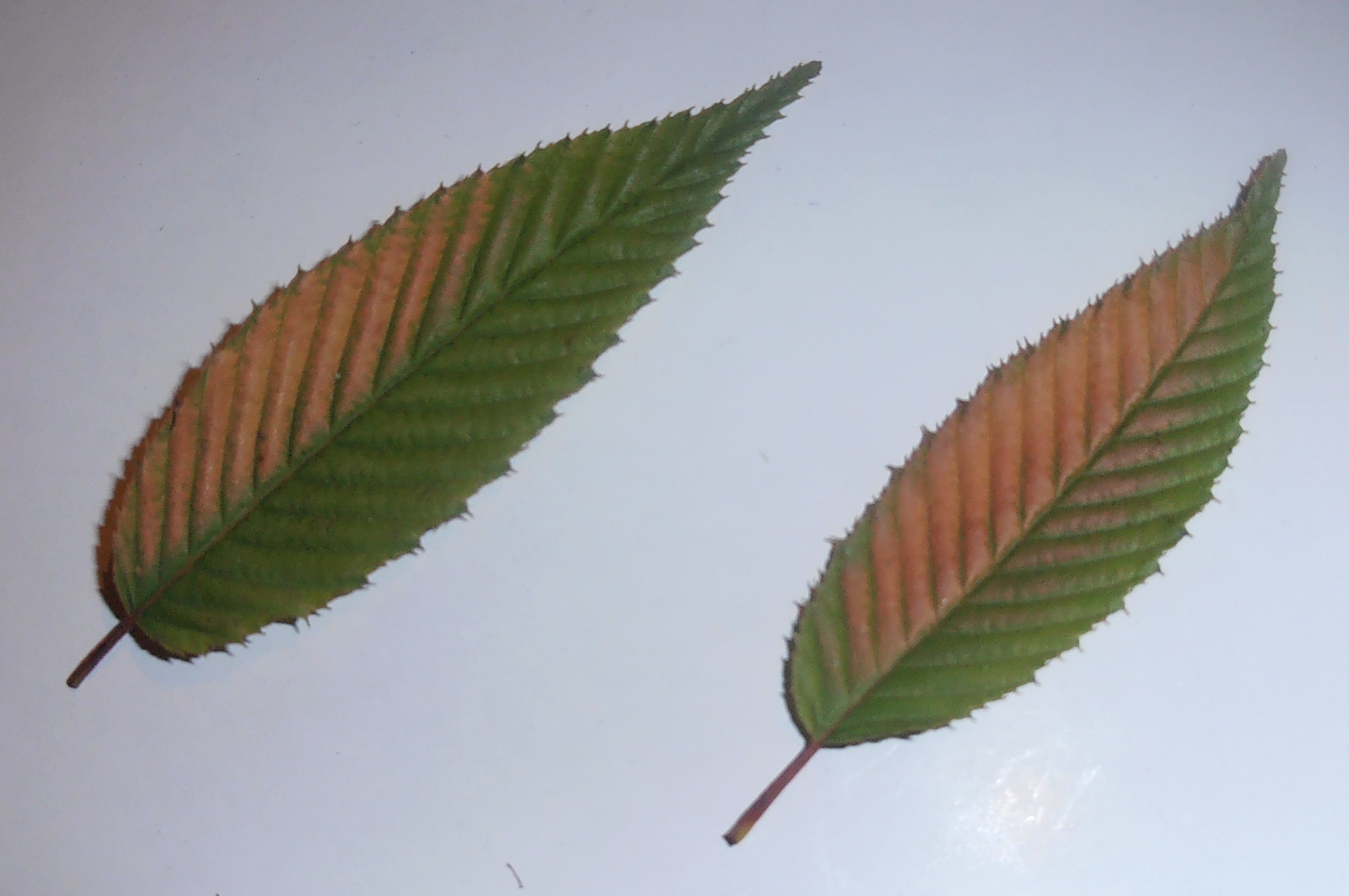
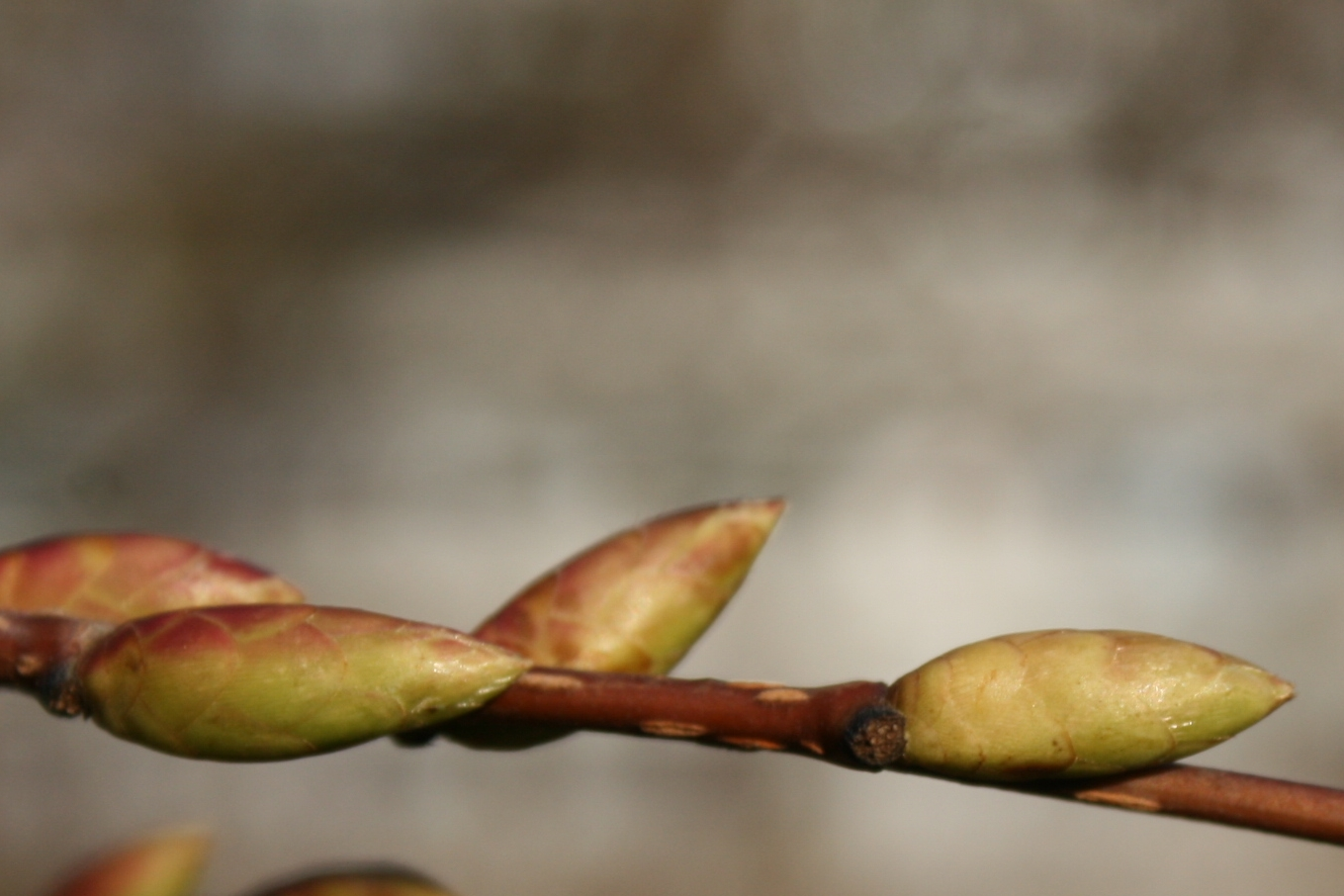